# Adi Shamir
Adi Shamir (Tel Aviv, 1952.), izraelski kriptograf i računalni znanstvenik.
Jedan od koautora RSA kriptografskog algoritma. Zajedno je sa sunarodnjakom Elijem Bihamom otkrio difrerencijalnu kriptoanalizu (koju su već 20-ak godina prije toga poznavali IBM i NSA).